# Ingeborg Wettergren
Ingeborg Ellen Katarina Wettergren, född 20 november 1878 i Arboga stadsförsamling, Västmanlands län, död 11 juni 1960 i Högalids församling, Stockholms stad, var en svensk textilkonstnär och målare. 

## Biografi
Ingeborg Wettergren var dotter till stadsläkaren Carl Wettergren och Anna Stenberg. Både hon och de två syskonen hade konstnärliga anlag. Systern Anna Wettergren-Behm blev textilkonstnär och brodern Erik Wettergren blev chef för Nationalmuseum. Hon var omkring  sekelskiftet elev vid Högre konstindustriella skolan i Stockholm och genomförde självstudier under resor till Frankrike, Nederländerna, Italien och var en period bosatt i Schweiz. 
Ingeborg Wettergren har främst ritat och utfört kyrkliga textilier, särskilt antependier samt mässhakar. Hennes konst är influerad av medeltida textilier, men även av orientaliska motiv och gammal svensk allmogekonst. Med sina silkebroderier, utförda i litet format med landskapsmotiv och blommotiv eller som kyrkliga textilier, förnyade hon en medeltida konstart.
Hon gjorde 1913 insats med en Permanent utställning av kyrklig konst som blev ursprunget till Libraria och hon var medarbetare från dess grundande i AB Libraria, Diakonistyrelsens företag för kyrklig konst. Wettergren var också medarbetare i Handarbetets vänner, där hon ritade silkebroderier, dels för kyrkligt bruk, dels i form av tavlor med bildframställningar. Hennes tidiga kompositioner är hållna i en personlig, lyrisk-religiös stil. De senare kompositionerna har en friare form och en rik och kraftfull kolorit. Kompositionerna är främst landskap och blomstermotiv. Wettergren har utfört textiler för bland annat Västerås domkyrka, S:t Nikolai kyrka i Arboga, Kung Karls kyrka i Kungsör, Himmeta kyrka och Gunnilbo kyrka. Hon medverkade i ett flertal av Handarbetets vänners utställningar och 1935 visade Malmö museum en mindre utställning med hennes broderier och en större utställning visades på Statens historiska museum medeltidssal 1949 där man visade ett urval av hennes mer än 40-åriga verksamhet. Separat ställde hin ut med målningar och broderier på Galerie Blanche 1958 som följdes upp med en separatutställning i Arboga samma år. Hon tilldelades Litteris et artibus 1949. Ingeborg Wettergren är begravd på Arboga gamla kyrkogård.

## Offentlig utsmyckning

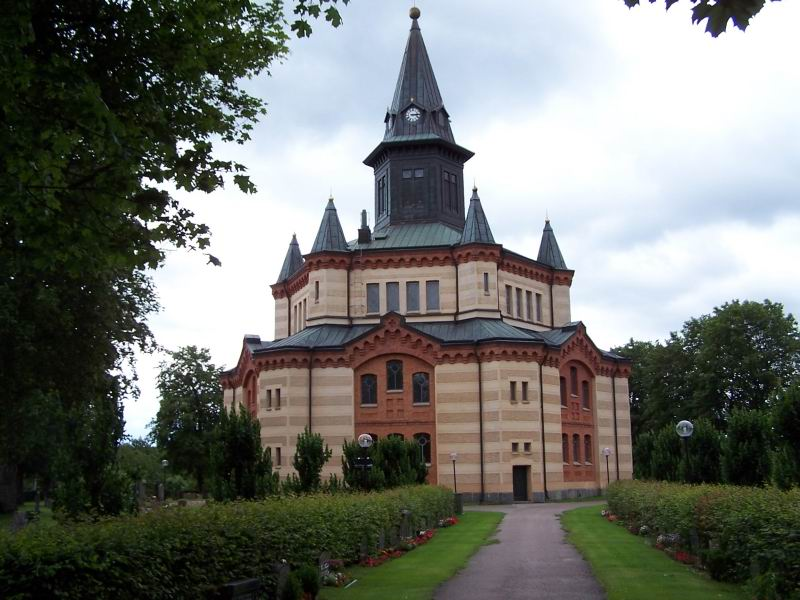
Örsjö kyrka nära Nybro i Kalmar län i Småland. Örsjö kyrka brann ner till grunden påsken 1974.

- Kristus och änglar, antependier i Trosa stads kyrka, söder om Södertälje i Sörmland
- Den heliga familjen och Jesse rot, mässhake i Örsjö kyrka, Småland
- Det heliga vinet, bonad i Örsjö kyrka, Småland

## Representerad
- Nationalmuseum i Stockholm[8]
- Prins Eugens Waldemarsudde
- Kunst- og industrimuseet, Köpenhamn (Designmuseum Danmark, Köpenhamn)[5]